# Sigismondo de’ Conti

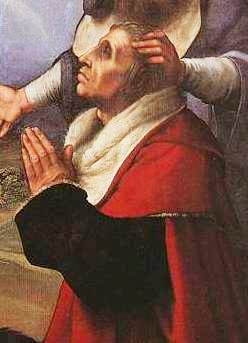
Sigismondo de’ Conti als Stifter auf dem Gemälde Madonna von Foligno von Raffael

Sigismondo de’ Conti (lateinisch Sigismundus de Comitibus; * 1432 in Foligno; † 23. Februar 1512 in Rom) war ein italienischer Humanist, Historiker und päpstlicher Sekretär.
Sigismondo entstammte dem Foligneser Stadtadel. Zu seinen akademischen Lehrern zählten Ermolao Barbaro, Paolo Cortesi und Teodoro Gaza. Er war Gonfaloniere in seiner Heimatstadt, bevor er an die römische Kurie ging, wo er von den Päpsten Sixtus IV., Innozenz VIII., Alexander VI. und Julius II. als Sekretär mit teilweise heiklen diplomatischen Aufgaben betraut wurde.
Sigismondo de’ Conti zeichnete sich durch gelehrte lateinische Schriften aus. In seinen letzten Lebensjahren verfasste er als Zeitzeuge das Geschichtswerk Libri Historiarum sui temporis über die Jahre 1475 bis 1510 mit besonderer Berücksichtigung des Otranto-Feldzugs. Pietro Bembo setzte ihm in seinem Dialogwerk De Guido Ubaldo Feretrio von 1548 ein literarisches Denkmal.
Kurz vor seinem Tod gab Sigismondo bei Raffael das später als Madonna von Foligno berühmt gewordene Tafelbild für den Hochaltar der Kirche Santa Maria in Aracoeli in Auftrag, in dessen Nähe er auch beigesetzt wurde. Die Hintergrundszene dieses Bildes wird gern als ein biografisches Ereignis interpretiert – Blitz- oder Meteoriteneinschlag in der Nähe von Sigismondos Haus in Foligno –, doch fehlen dafür zuverlässige Quellen.